# Mixaderus tamaii
Mixaderus tamaii is een keversoort uit de familie schijnsnoerhalskevers (Aderidae). De wetenschappelijke naam van de soort werd in 1964 gepubliceerd door Nomura.